# Kommunistisk Sammenslutning Marxister-Leninister
Kommunistisk Sammenslutning Marxister-Leninister (Forkortet: KSML) var en dansk kommunistisk organisation, som blev dannet i maj 1978 af en gruppe, der var gået ud af Kommunistisk Arbejderparti (KAP).
Forud var gået en langvarig kamp om linjen i KAP, hvor flertallet sluttede op om Kinas kommunistiske parti og dennes såkaldte treverdens-teori, medens de senere KSML'ere var tilhængere af en mere traditionel marxisme-leninisme og orienterede sig mod det albanske kommunistparti og fordømte KAP's linje som revisionistisk.
Gruppen fik ikke noget langt liv, idet den allerede d. 31. december samme år sluttede sig sammen med Marxistisk-Leninistisk Forbund, der også var udgået af KAP, og stiftede Danmarks Kommunistiske Parti/Marxister-Leninister (DKP/ML).